# Geología de Marte

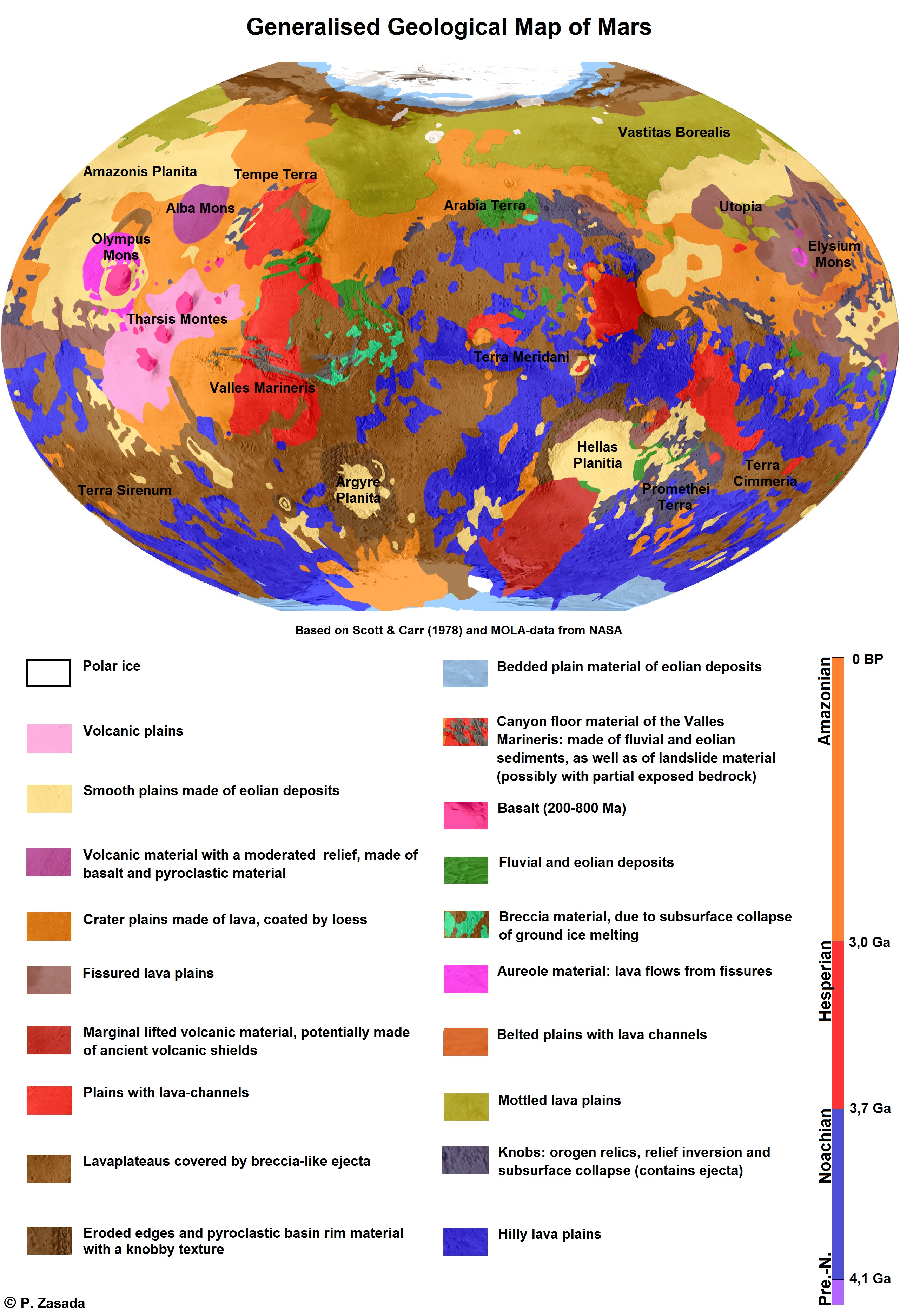
Mapa geológico general de Marte

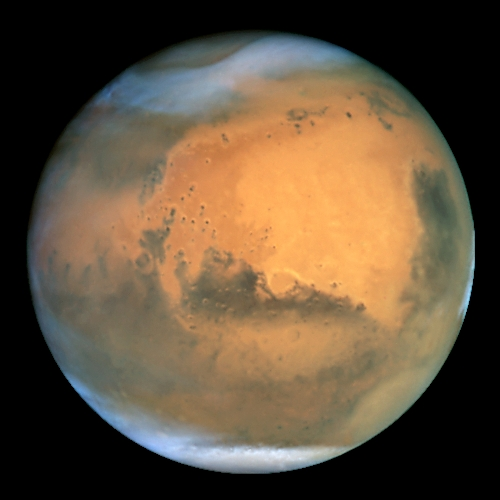
Marte visto por el telescopio espacial Hubble

La Geología de Marte es el estudio científico de la superficie, la corteza y el interior del planeta Marte. Hace énfasis en la composición, estructura, historia, y procesos físicos que han conformado el planeta. Es una disciplina análoga a la geología terrestre. En ciencias planetarias, geología es un término utilizado en su sentido más amplio para significar el estudio de las partes sólidas de los planetas y sus lunas. Incorpora aspectos de geofísica, geoquímica, mineralogía, geodesia, y cartografía. Un neologismo, "areología", derivado de la palabra griega Arēs (Marte), a veces aparece como sinónimo para la geología de Marte en los medios de comunicación populares y en los trabajos de ciencia ficción (por ejemplo, en la Trilogía marciana de Kim Stanley Robinson), aunque la palabra es raramente utilizada (por no decir nunca) por geólogos profesionales y científicos planetarios.

## Composición de Marte
Marte es un planeta diferenciado, de tipo terrestre.

## Fisiografía global
La mayoría de nuestro conocimiento actual sobre la geología de Marte proviene del estudio de sus accidentes geográficos y de las características del relieve de su corteza observable en las imágenes tomadas por naves espaciales orbitales. Marte tiene en su superficie un gran número de elementos distintivos a gran escala, muestra de los distintos tipos de procesos geológicos que han operado sobre el planeta en diversas eras. En este apartado se describen muchas de las mayores regiones fisiográficas de Marte. En conjunto, estas regiones ilustran procesos geológicos que incluyen el vulcanismo, la tectónica, el agua, el hielo, y los impactos astronómicos que han modelado el planeta a escala global.

### Dicotomía entre hemisferios

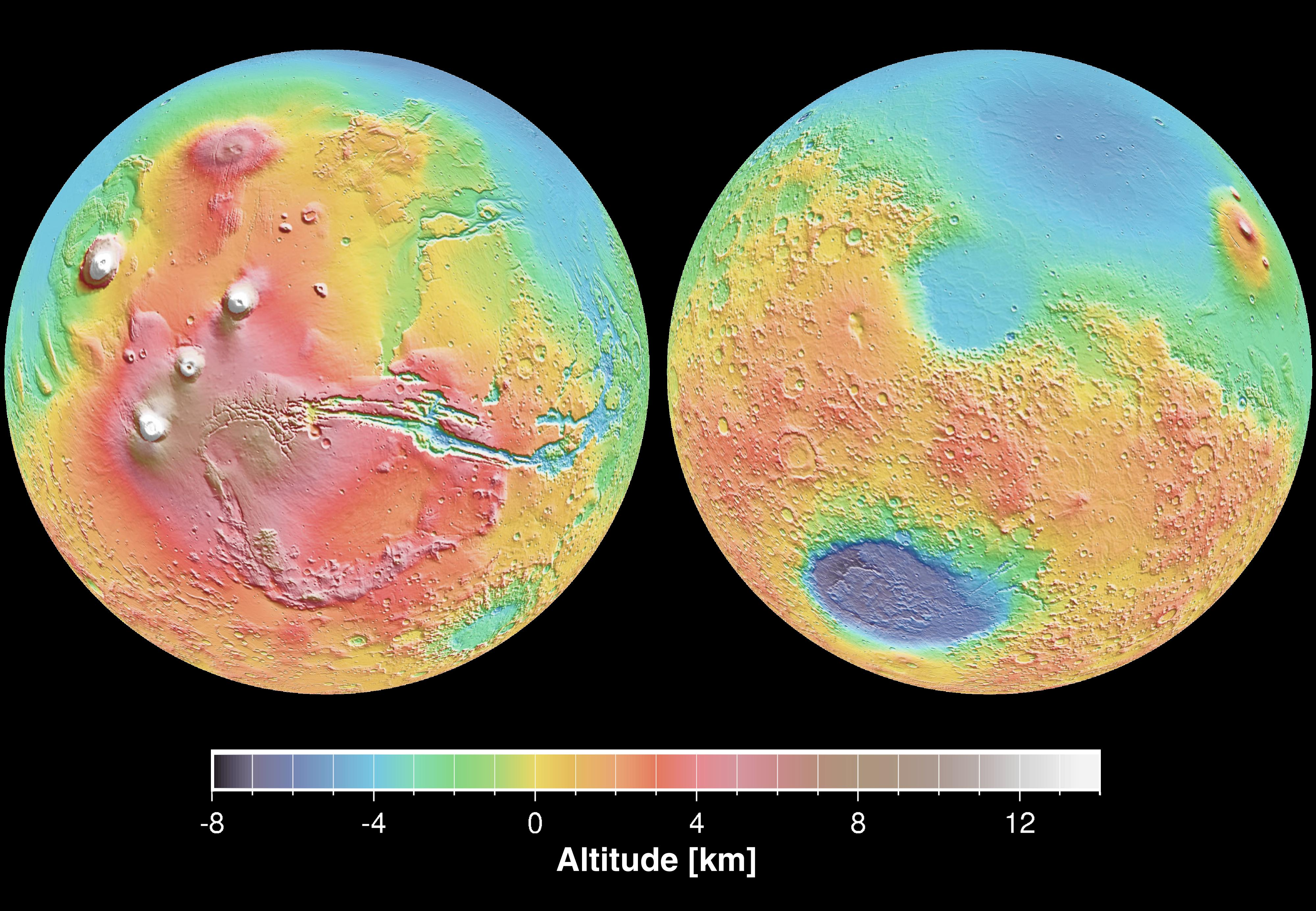
Mars Orbital Laser Altimeter (MOLA): mapas altimétricos sombreados en color que muestran las elevaciones en los hemisferios occidental y oriental de Marte. (Izquierda): El hemisferio occidental está dominado por la región de Tharsis (rojo y marrón). Altos volcanes aparecen en blanco. Valles Marineris (en azul) es la mayor depresión. (Derecha): el hemisferio Oriental muestra las Tierras Altas repletas de cráteres (amarillos a rojos) con la cuenca Hellas (púrpura, azul profundo) más abajo. La región de Elysium aparece en el borde superior derecho. Áreas al norte de la frontera de la dicotomía aparecen sombreadas de azules en ambos mapas.

Los hemisferios del norte y del sur de Marte son sorprendentemente diferentes el uno del otro en topografía y fisiografía. Esta dicotomía es una característica geológica global fundamental del planeta. En términos sencillos, la parte del norte del planeta es una enorme depresión topográfica: aproximadamente un tercio de la superficie del planeta (mayoritariamente en el hemisferio norte) se halla a una cota de entre 3 y 6 km más baja que los otros dos tercios situados en el sur. Esta es una primera característica del relieve marciano que muestra un cierto paralelismo con la diferencia de elevación entre los continentes y las cuencas de los océanos de la Tierra. La dicotomía es también expresable de otras dos maneras: como la diferencia en la densidad de cráteres de impacto y como la diferencia del grosor de la corteza entre los dos hemisferios.
En el hemisferio al sur de la frontera de dicotomía aparecen formaciones muy antiguas (a menudo denominadas "tierras altas del sur" o "uplands" en inglés) con numerosísimos cráteres, caracterizadas por superficies abruptas anteriores al periodo de bombardeo de aerolitos intensivo. En contraste, las tierras bajas situadas al norte de la frontera de dicotomía presentan pocos cráteres grandes, su suelo es muy liso, y muestran otros tipos de elementos geomorfológicos que indican que han ocurrido extensos procesos de regeneración de su superficie desde que se formaron las tierras altas del sur. La tercera distinción entre los dos hemisferios es el grosor de la corteza. Datos topográficos y gravimétricos indican que la corteza en las tierras altas del sur tiene un grosor máximo de aproximadamente 58 km, mientras que en las "cumbres" del lado norte apenas alcanza los 32 km de grosor. La ubicación de la frontera de dicotomía varía en latitud a través de Marte y depende de cuál de las tres expresiones físicas de la dicotomía se esté considerando.
El origen y edad de la dicotomía hemisférica es todavía objeto de debate. Las hipótesis acerca de su origen generalmente se pueden agrupar en dos categorías: en una de ellas, la dicotomía fue producida por un mega-acontecimiento de impacto o varios impactos grandes muy antiguos en la historia del planeta (teorías exogénicas); en la otra, la dicotomía fue producida por el adelgazamiento de la corteza del hemisferio norte provocado por la convección del manto, vuelco, u otros procesos químicos y térmicos en el interior del planeta (teorías endogénicas). Un modelo endogénico propone un episodio temprano de tectónica de placas que produjo una costra más delgada en el del norte, similar a lo que está ocurriendo en los límites de las placas tectónicas en expansión de la Tierra. Cualquiera que sea su origen, la dicotomía de Marte parece ser extremadamente antigua. Una nueva teoría basada en un Impacto Gigante en el Polo Sur, validada por el descubrimiento de doce alineaciones hemisféricas muestra que las teorías exogénicas parecen ser más consistentes que las endogénicas, y que las placas de Marte nunca han tenido una actividad tectónica capaz de originar la dicotomía. Los altímetros láser y los radares de las naves orbitales han identificado un gran número de cuencas, estructuras difícilmente discernibles en las imágenes convencionales. Denominadas "quasi-depresiones circulares", estas estructuras probablemente representan cráteres de impacto relictos del periodo de bombardeo intensivo, posteriormente recubiertos por acumulaciones de depósitos más recientes. El estudio de estas "quasi-depresiones circulares" sugiere que la superficie subyacente en el hemisferio norte es al menos tan vieja como la corteza más antigua expuesta en las tierras altas del sur. La antigüedad de la dicotomía supone una restricción significativa en las teorías acerca de su origen.

### Regiones volcánicas de Tharsis y Elysium
La zona transfronteriza de la dicotomía en el hemisferio occidental de Marte incluye una extensión de vulcanismo masivo en el área tectónica conocida como región de Tharsis o también como protuberancia de Tharsis. Esta inmensa estructura elevada tiene miles de kilómetros de diámetro y cubre hasta un 25 % de la superficie del planeta. Promediando entre 7 y 10 km por encima de la cota cero de referencia (denominada en geodesia "datum", algo así como el "nivel del mar" marciano), Tharsis contiene las elevaciones más altas del planeta y el mayor volcán conocido en todo el sistema solar. Tres enormes volcanes, Ascraeus Mons, Pavonis Mons, y Arsia Mons (el conjunto se denomina Tharsis Montes), están alineados en un eje NE-SO a lo largo de la cresta de la protuberancia. El enorme Alba Mons (anteriormente Alba Patera) ocupa la parte del norte de la región. El gigantesco volcán en escudo, el conocido Olympus Mons se halla en un lugar prominente, en el borde occidental de la región. El carácter extremamente masivo del área de Tharsis provoca enormes tensiones en la litosfera del planeta. Como resultado, inmensas fracturas de gran extensión (fosas tectónicas y valles de rift) parten radialmente desde Tharsis, extendiéndose hasta alcanzar prácticamente la mitad del planeta.
Una zona volcánica más pequeña que se halla varios millares de kilómetros al oeste de Tharsis es Elysium. Con aproximadamente 2000 kilómetros en diámetro, consta de tres volcanes principales: Elysium Mons, Hecates Tholus, y Albor Tholus. El grupo de volcanes de Elysium es un poco distinto del de Tharsis, formaciones estas últimas en las que están implicadas lavas y piroclastos.

### Grandes cuencas de impacto
Muchos impactos enormes, con forma de cuencas circulares, aparecen sobre la superficie de Marte. El más grande es fácilmente visible: se trata de Hellas, una cuenca localizada en el hemisferio sur. Es el segundo mayor impacto confirmado sobre la estructura del planeta, centrado sobre las coordenadas 64° E de longitud y 40° S de latitud. La parte central de la cuenca (Hellas Planitia) tiene 1800 km de diámetro y está rodeada de un ancho brocal anular muy erosionado, caracterizado por sus irregulares y abruptas montañas estrechamente apiñadas en macizos, que probablemente representan viejos bloques de la antigua corteza de la cuenca fracturados, rotados y desplazados. (Véanse los Anseris Mons, por ejemplo). Antiguos relieves volcánicos de baja altura se localizan en las secciones nororiental y suroccidental del brocal. El fondo de la cuenca contiene gruesos depósitos sedimentarios, estructuralmente complejos tras una larga historia geológica de deposiciones, erosión, y deformaciones internas. Las zonas más bajas del planeta están localizadas dentro de la cuenca Hellas, con algunas áreas 8 km por debajo de la cota de referencia cero.
Otras dos grandes estructuras de impacto son las cuencas Argyre e Isidis. Al igual que Hellas, Argyre (con 800 km en diámetro) está localizado en las tierras altas del sur, y aparece rodeado por un ancho anillo de montañas. Las montañas en la porción sur del brocal, Charitum Montes, pueden haber sido erosionadas por efecto del hielo y los glaciares en algún momento de la historia de Marte. Por su parte, la cuenca Isidis (con aproximadamente 1000 km de diámetro) se halla sobre la frontera de dicotomía, en los 87° E de longitud. La porción nororiental del brocal de la cuenca ha sido erosionada y actualmente aparece enterrada por depósitos de las llanuras del norte, dando a la cuenca la forma de un esbozo semicircular. El sector noroccidental del brocal de la cuenca está caracterizado por una fosa arqueada (Nili Fossae) paralela al perímetro de la cuenca. Otra gran cuenca más, Utopía, está completamente enterrada por depósitos de las llanuras del norte. Su configuración solo es claramente discernible mediante datos de altimetría. Todo estas grandes cuencas sobre la superficie de Marte son extremadamente antiguas, datadas con anterioridad al bombardeo intensivo de aerolitos. Se supone que pueden ser comparables en edad a las cuencas del Mare Imbrium y del Mare Orientale en la Luna.

### Sistema de cañones ecuatoriales

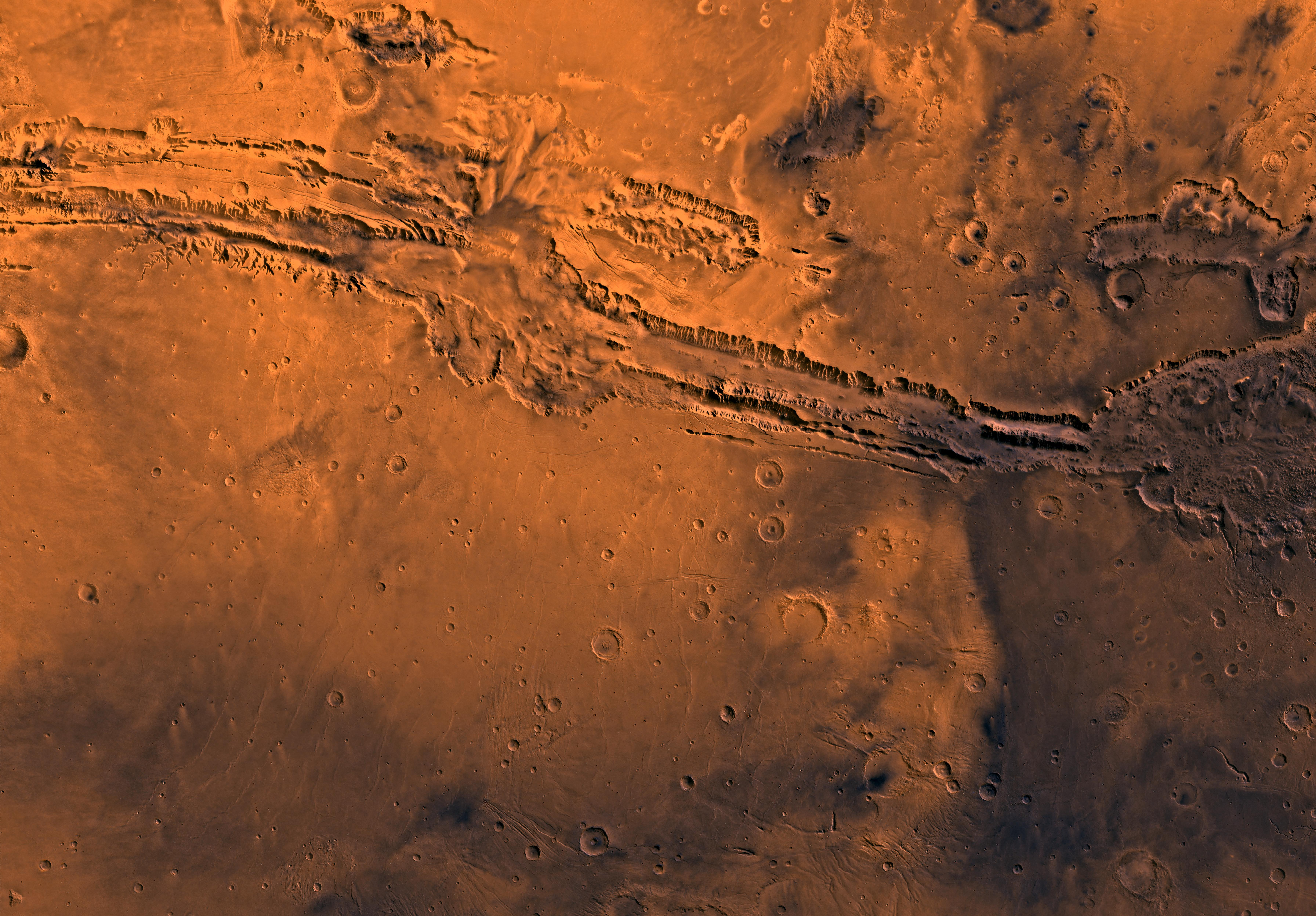
Imagen del Orbitador Viking 1 del Valles Marineris.

En el hemisferio occidental, cerca del ecuador, aparece un sistema inmenso de cañones profundos y gargantas interconectadas entre sí, conocido como Valles Marineris, que se extiende al este de Tharsis en una longitud de más de 4000 km, casi un cuarto de la circunferencia del planeta. Si se colocase sobre la Tierra, Valles Marineris abarcaría el ancho de América del Norte. En algunos lugares, los cañones miden hasta 300 km de anchura y 10 km de profundidad. A menudo comparado con el Gran Cañón del Colorado en la Tierra, el Valles Marineris tiene un origen muy diferente que su diminuta (en términos relativos) famosa réplica terrestre. El Gran Cañón del Colorado es en gran parte el resultado de la erosión producida por el agua, mientras que los cañones ecuatoriales de Marte son de origen tectónico, es decir, fueron formados mayoritariamente por fallas, en un proceso similar al que ha generado los valles del Rift de África Oriental. Estos cañones representan la expresión en superficie de la potente extensión de las tensiones producidas probablemente por la sobrecargas originadas por la protuberancia de Tharsis sobre la corteza de Marte.

### Terreno caótico y canales
El terreno en el confín oriental del Valles Marineris es una caótica gradación de cerros bajos y redondeados, intercalados con amplias zonas de canchales en las que se acumulan guijarros procedentes del colapso de las zonas altas que se han acumulado en las zonas bajas. Las áreas del denominado terreno caótico forman las cabeceras de los enormes canales de desagüe que emergen hasta alcanzar su máxima anchura a medida que atraviesan en sentido norte las desoladas llanuras que llevan hacia la Chryse Planitia. La presencia de islas entre los cauces y de otras características geomorfológicas indica que los canales fueron probablemente formados por la liberación catastrófica de grandes masas de agua, procedentes de acuíferos o de la fusión del hielo situado bajo la superficie. Aun así, estos elementos característicos también podrían haber sido formados por el flujo de la abundante lava volcánica procedente de Tharsis. Estos canales (como Ares, Shalbatana, Simud, y Tiu), son enormes si se comparan con los estándares terrestres, al igual que los inmensos flujos que los formaron. Por ejemplo, se ha estimado que el caudal punta necesario para excavar el canal de 28 km de anchura del Vallis Ares es del orden de 14 millones de metros cúbicos por segundo, unas diez mil veces el caudal medio del río Misisipi.

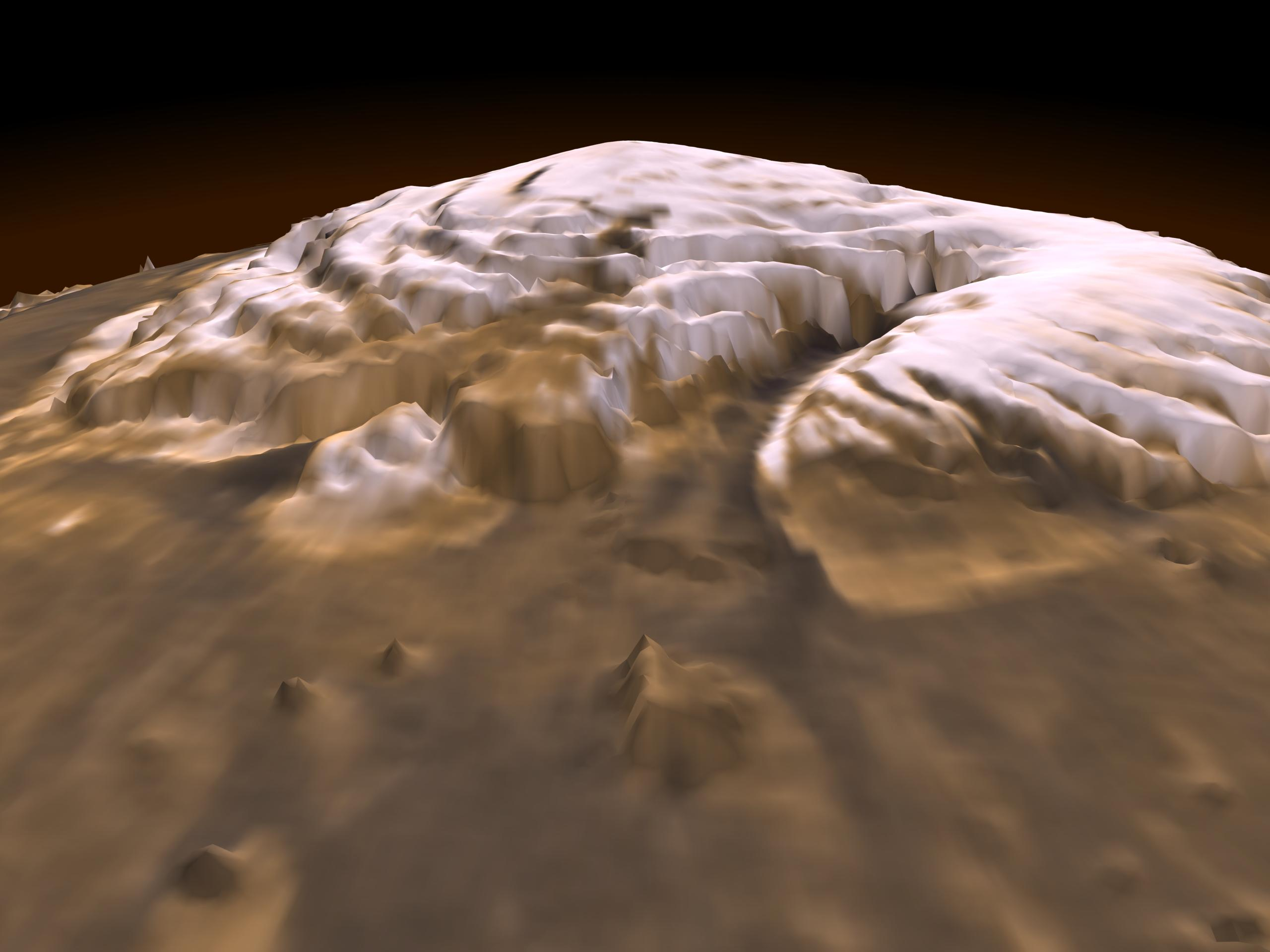
Imagen del Planum Boreum tomada por el Mars Orbital Laser Altimeter (MOLA). Se ha adoptado una magnificación vertical extrema, para que se pueda apreciar la capa residual de hielo, que es tan solo una fina placa (que se muestra en blanco) situada en la parte superior de la meseta.

### Casquetes de hielo
Las características capas de hielo polares de Marte son bien conocidas a través de imágenes telescópicas, siendo identificadas por primera vez por Christiaan Huygens en el año 1672. Desde la década de 1960, se sabe que los casquetes polares (que se observan en el telescopio creciendo y menguando de forma estacional) se componen de hielo de dióxido de carbono (CO2) que se condensa fuera de la atmósfera, donde las temperaturas caen por debajo de 148 K (el punto de rocío del CO2) durante el invierno polar. En el norte, la capa de hielo de CO2 se disipa por completo (se sublima) en verano, dejando tras de sí un resto residual de hielo de agua (H2O). En el polo sur, un pequeño residuo de la capa de hielo de CO2 permanece en verano.
Ambas capas de hielo residual descansan sobre gruesas capas de depósitos de interestratificados de hielo y polvo. En el norte, las capas que forman estos depósitos alcanzan los 3 km de espesor, ocupando una meseta de 1000 km de diámetro denominada Planum Boreum. Otra meseta con depósitos de espesor similar, el Planum Australe, se encuentra en el polo sur. Ambos plana (plural latino de planum) son considerados en ocasiones como sinónimos de los casquetes polares, pero el hielo permanente (coincidente con las zonas de albedo alto, las superficies blancas que aparecen en las imágenes) constituye solo un manto relativamente delgado situado en la parte superior de las capas de depósitos, que probablemente representan la alternancia de ciclos de deposición de polvo y hielo producto de los cambios climáticos relacionados con las variaciones en los parámetros de la órbita del planeta a lo largo del tiempo (véase también ciclos de Milankovitch). Las capas polares de depósitos se encuentran entre las formaciones geológicas de Marte más recientes.

## Variaciones de albedo

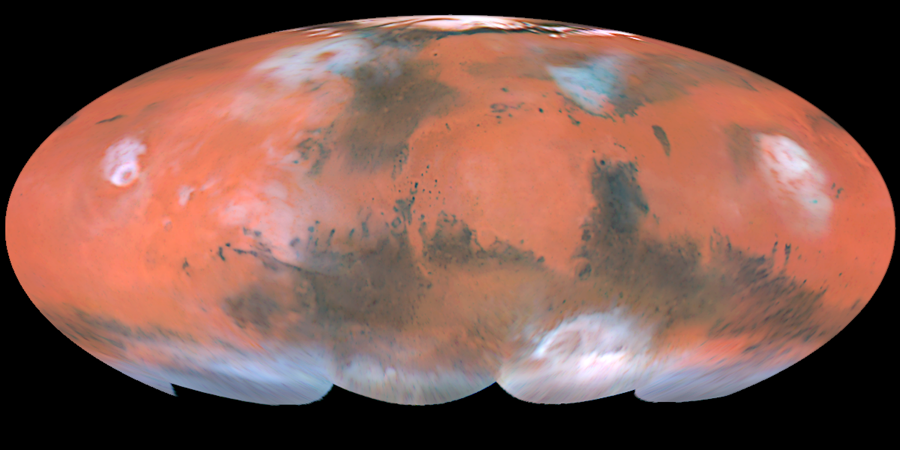
Proyección de Mollweide de las características del albedo en Marte desde el Telescopio Espacial Hubble. El brillante color ocre de las áreas en la izquierda, centro y derecha son de Tharsis, Arabia, y Elysium, respectivamente. La oscuridad de la región en el centro de la parte superior izquierda se corresponde con Acidalium Planitia. Syrtis Major es la zona oscura que se proyecta hacia arriba en el centro a la derecha. Nota: Aparecen nubes orográficas sobre los montes Olympus y Elysium, (izquierda y derecha, respectivamente).

La topografía de Marte no es apreciable desde la Tierra. Las áreas brillantes y oscuras observables a través de un telescopio son marcas de distinto albedo. El luminoso color rojo-ocre se corresponde con zonas donde el polvo fino rico en óxido de hierro cubre la superficie. Las zonas más brillantes (excluyendo los casquetes polares y las nubes), incluyen Helade, Tharsis, y Arabia Terra. Las marcas de color gris oscuro representan áreas en las que el viento ha barrido el polvo, dejando a la vista la capa inferior de material rocoso más oscuro. Estas marcas oscuras son más abundantes en un amplio cinturón que abarca entre 0° y 40° de latitud sur. Sin embargo, la marca oscura más destacada, Syrtis Major Planum, está situada en el hemisferio norte. Otro clásico elemento de albedo característico, el Mare Acidalium (Acidalia Planitia), es otra de las áreas oscuras destacables en el hemisferio norte. También aparece un tercer tipo de áreas intermedias en color y albedo, regiones que posiblemente contienen una mezcla de los materiales de las áreas brillantes y de las oscuras.

## Cráteres de impacto
Los cráteres de impacto fueron identificados por primera vez en Marte por la nave espacial Mariner 4 en 1965. Las primeras observaciones mostraron que los cráteres de Marte en general eran menos profundos y más suaves que los cráteres lunares, lo que indica que Marte tiene un historial más activo de erosión y de deposición de materiales que la Luna.
En otros aspectos, los cráteres de Marte parecen cráteres lunares. Ambos son producto de impactos a velocidades extremadamente altas y muestran una progresión de la morfología de los tipos con el aumento de tamaño. Los cráteres de Marte por debajo de unos 7 km de diámetro (los que se suelen denominar cráteres simples), suelen presentar forma de cuenco, con bordes afilados, fuertes pendientes y una relación profundidad/diámetro del orden de 1/5. A partir de diámetros de aproximadamente entre 5 y 8 km, empiezan a aparecer otros tipos de cráteres de aspecto más complejo, que presentan picos centrales (o grupos de picos complejos), fondos relativamente planos, y terrazas o caídas de bloques a lo largo de las paredes interiores. Estos cráteres complejos son menos profundos que los simples en proporción a sus anchuras, con relaciones de profundidad/diámetro que van desde el 1/5 de los cráteres simples, hasta el 1/30 de los cráteres de 100 o más kilómetros de diámetro. Otra transición se produce en los cráteres con un diámetro de alrededor de 130 km, en los que los picos centrales se convierten en anillos concéntricos de colinas (ocasionalmente pueden presentarse sucesiones de anillos y cuencas concéntricas).
Marte tiene una mayor diversidad de tipos de cráteres de impacto que cualquier otro planeta del sistema solar. Esto es en parte debido a la presencia de rocas y de capas ricas en materiales volátiles en el subsuelo, lo que produce una gran variedad de morfologías incluso entre los cráteres dentro de los mismos rangos de tamaño. Marte también tiene una atmósfera que juega un papel importante en la distribución de los materiales eyectados y en su posterior erosión. Por otra parte, también presenta tasas de actividad volcánica y tectónica lo suficientemente bajas como para permitir la preservación de impactos antiguos, aunque afectados por la erosión, y, sin embargo, son lo suficientemente altas como para permitir el remodelado de grandes áreas del planeta, produciendo una amplia gama de poblaciones de cráteres de muy diferentes edades. Más de 42 000 cráteres de impacto de más de 5 km de diámetro han sido catalogados en Marte, y la cantidad de cráteres más pequeños es probablemente innumerable. La densidad de cráteres en Marte es más alta en el hemisferio sur, especialmente al sur de la frontera de la dicotomía, donde se localiza la mayoría de los grandes cráteres y cuencas.
La morfología de los cráteres proporciona información acerca de la estructura física y sobre la composición de la superficie y del subsuelo en el momento del impacto. Por ejemplo, el tamaño de los picos centrales en los cráteres de Marte es mayor que en cráteres comparables de Mercurio o la Luna. Además, los picos centrales de muchos de los grandes cráteres de Marte presentan pequeños cráteres secundarios en sus cumbres. Cráteres secundarios centrales son raros en la Luna, pero son muy comunes en Marte y en el hielo de los satélites del sistema solar exterior. Grandes picos centrales y la abundancia de cráteres de hundimiento probablemente indican la presencia de hielo cerca de la superficie en el momento del impacto. Hacia los polos, por encima de los 30 grados de latitud, la forma de los mayores cráteres de impacto es elongada ("ablandada") por el efecto de la reptación del hielo sobre el suelo.

La diferencia más notable entre los cráteres de Marte y otros cráteres del Sistema Solar es la presencia mantos de eyección lobulados ("fluidizados"). Muchos de los cráteres que se encuentran en la zona ecuatorial y en las latitudes medias de Marte presentan esta morfología de eyecciones, que se cree que surge cuando el impacto derrite el hielo en el subsuelo. El agua líquida entonces expulsa materiales en forma de barro y lodo que fluyen a lo largo de la superficie, produciendo los característicos flujos con forma de lóbulo. El cráter Yuty es un buen ejemplo de un cráter en terraplén, denominado así por la forma que adopta en el brocal el manto de eyecciones.

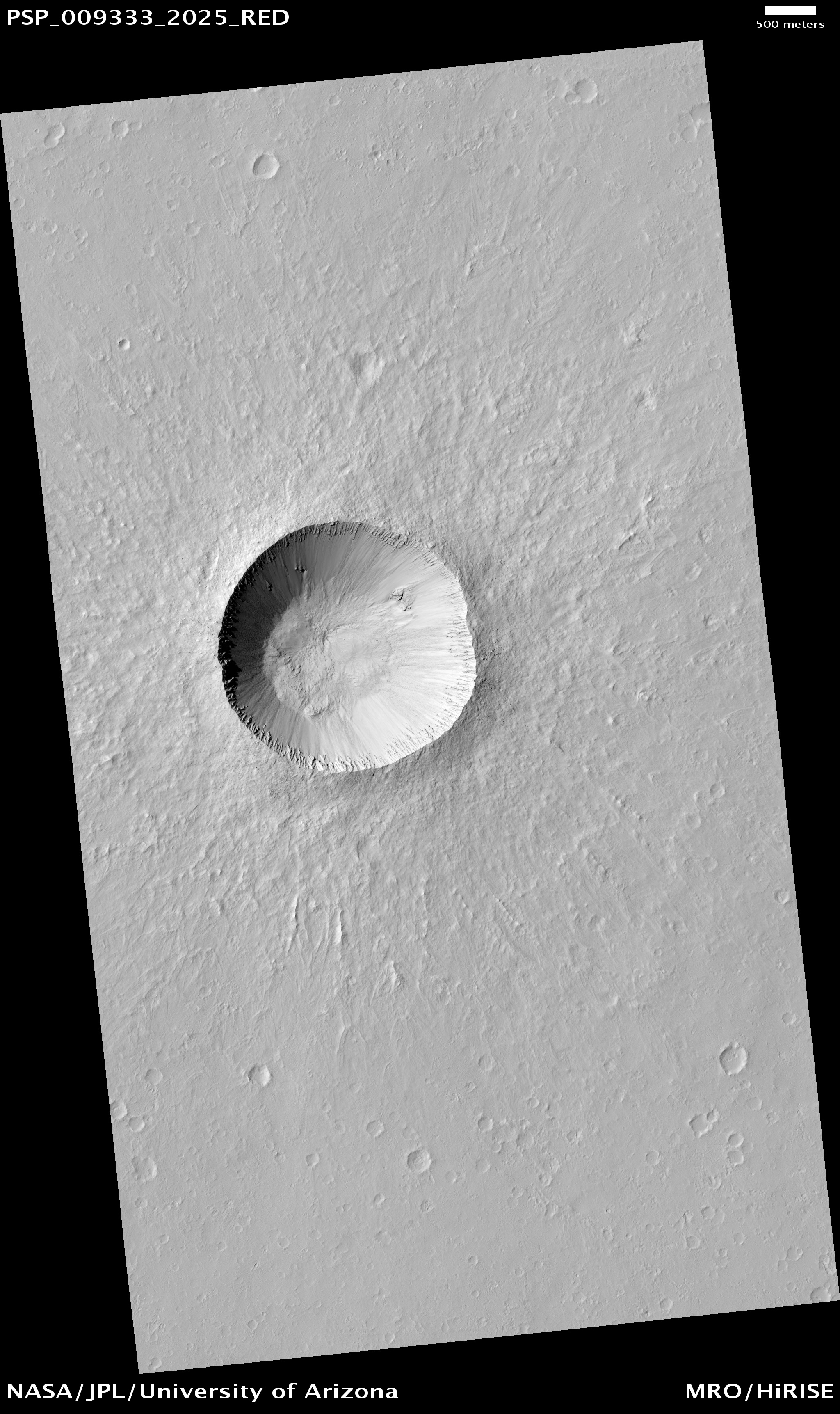
Imagen HiRISEdel sistema de marcas radiales de un cráter simple en el flanco sureste de Elysium Mons.
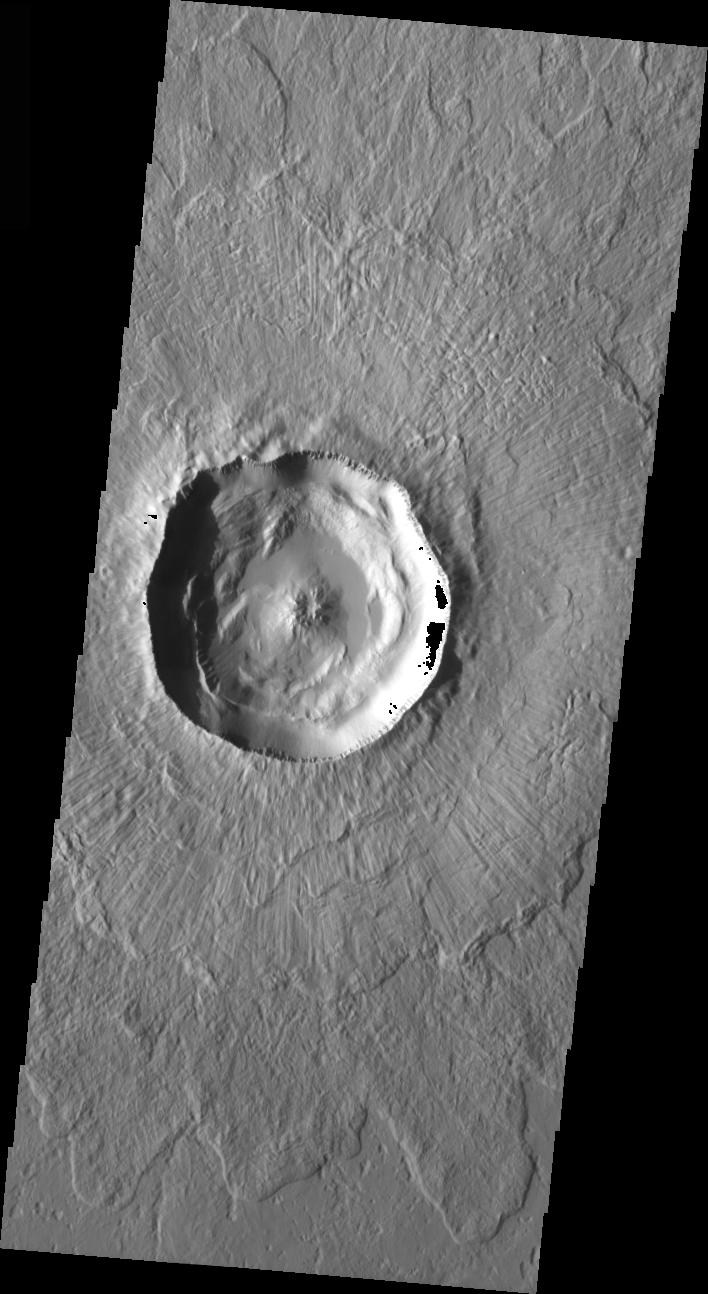
Imagen THEMIS de un cráter complejo con eyecciones fluidas. Nota: el pico central posee un cráter secundario.
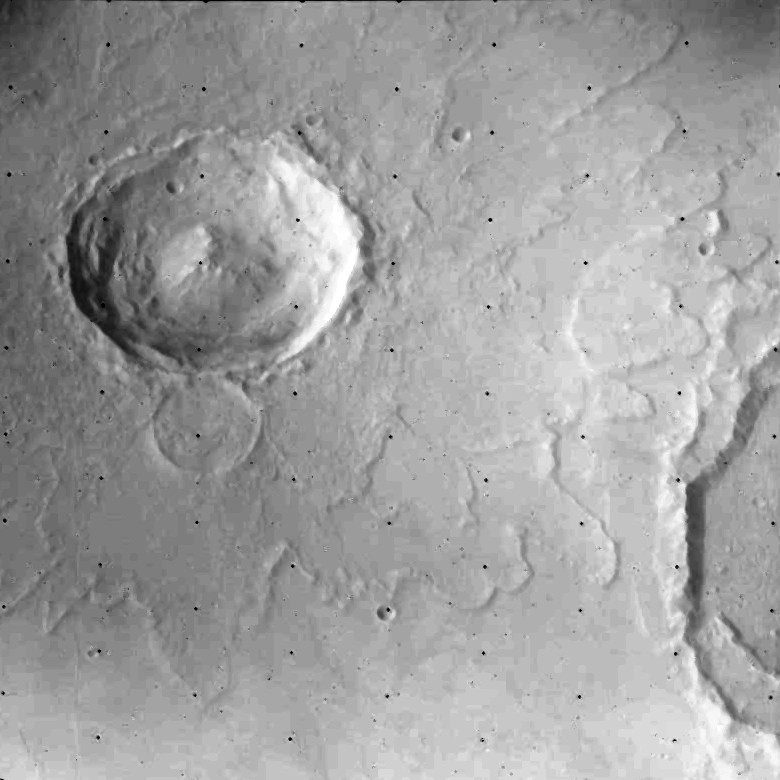
Imagen desde la nave Viking del cráter Yuty mostrando sus eyecciones lobuladas.
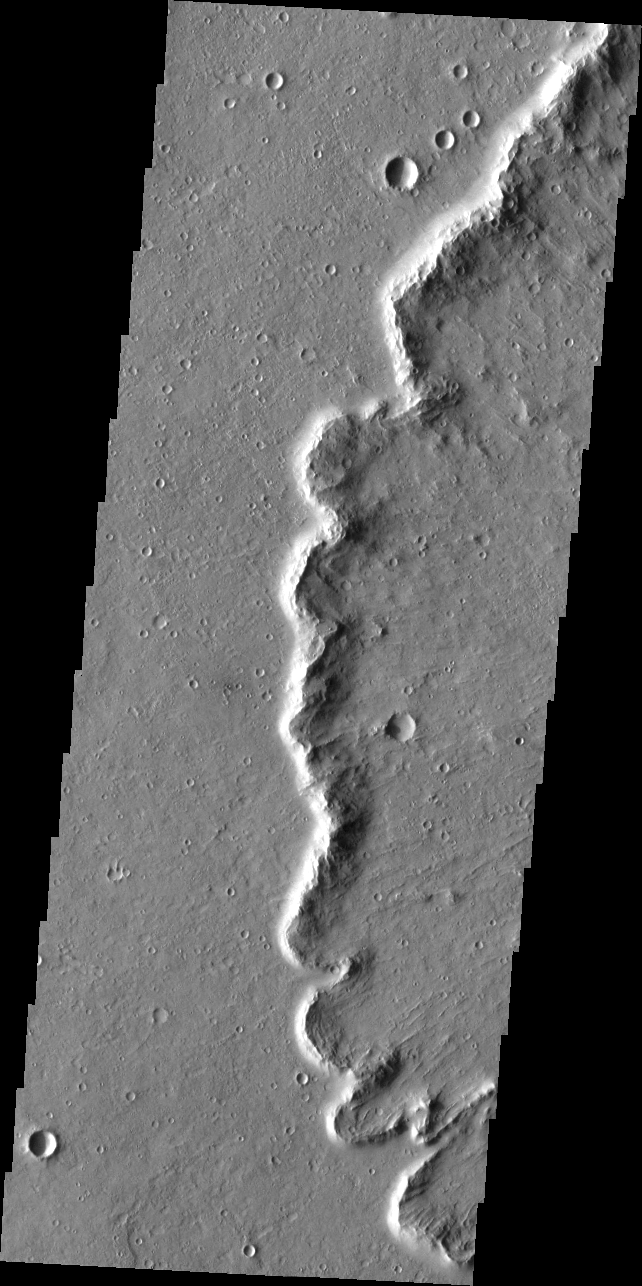
Imagen THEMIS de las eyecciones de un cráter de 17 km de diámetro en las coordenadas 21° S, 285° E, ejemplo destacable de terraplén.

Los cráteres de marte son comúnmente clasificados por sus eyecciones. Los cráteres que solo afectan a una única capa de eyección, se denominan de "simple capa de material de eyección" (SLE "Single Layer Ejecta" en inglés). Los cráteres con dos mantos superpuestos de eyecciones se denominan de "doble capa de material de eyección" (DLE en inglés), y los cráteres con más de dos capas de eyecciones se llaman de "múltiples capas de material de eyección" (MLE en inglés). Estas diferencias morfológicas se cree que reflejan las variaciones de composición (es decir, la intercalación de hielo, roca, o agua) en el subsuelo en el momento del impacto.

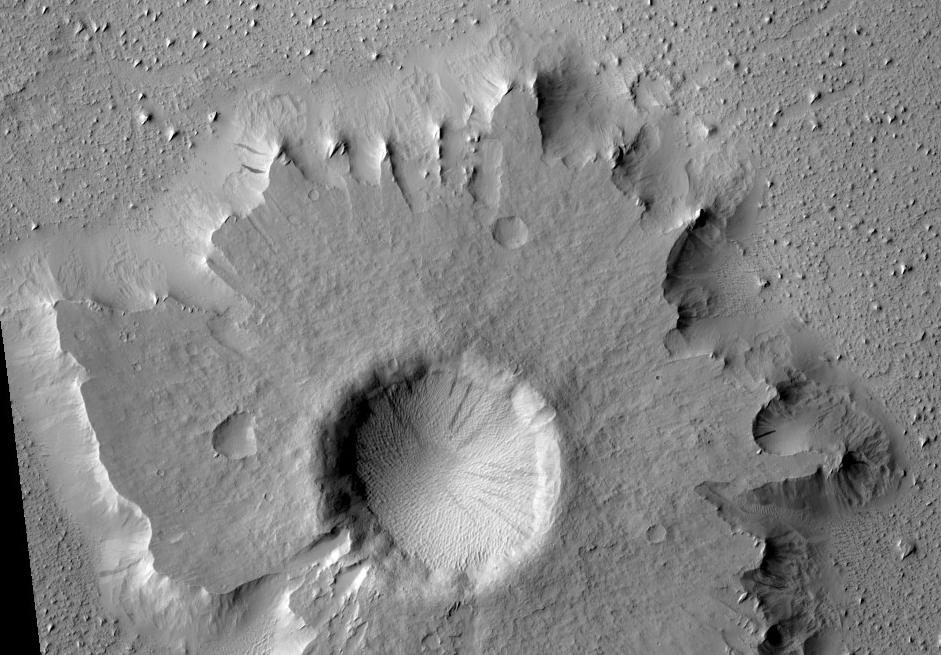
Cráter tipo pedestal en el cuadrángulo Amazonis. Imagen HiRISE.

Los cráteres de marte muestran una gran diversidad de estados de conservación, desde los muy recientes prácticamente intactos, a los antiguos y muy erosionados. Los cráteres colmatados de sedimentos y repletos de impactos posteriores constituyen un registro de las variaciones de la actividad de los procesos vulcanológicos, fluviales, y de erosión eólica a lo largo del tiempo geológico. Los cráteres de pedestal son un tipo de cráteres de impacto en los que sus eyecciones se depositan por encima del terreno circundante para formar plataformas elevadas, los "pedestales" que les dan nombre. Se producen debido a que los materiales eyectados del cráter forman una capa resistente, de modo que el área más cercana al cráter se erosiona más lentamente que el resto de la región. Algunos de estos pedestales están a cientos de metros por encima del terreno circundante, lo que significa han sido erosionados cientos de metros de material. Los cráteres con pedestal fueron observados por primera vez durante la misión Mariner 9 en 1972.

## Vulcanismo

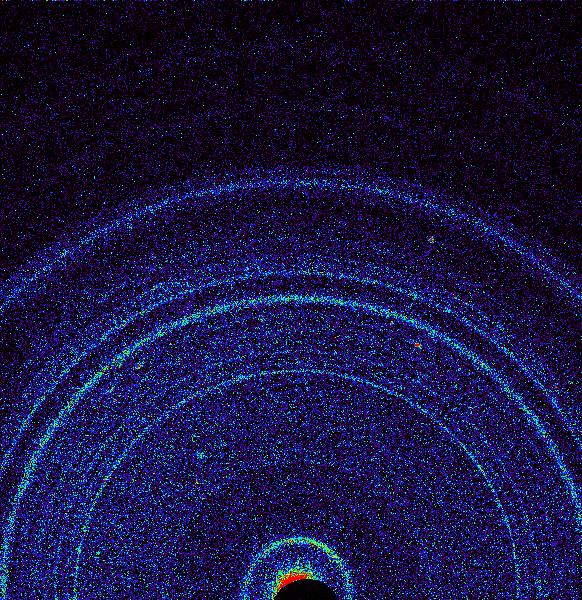
Primera cristalografía de rayos X del suelo de Marte. El análisis reveló la presencia de feldespato, piroxenos, olivino y otros silicatos. (Muestra tomada por el rover Curiosity en el paraje "Rocknest", el 17 de octubre de 2012).

Grandes estructuras volcánicas y sus formaciones asociadas cubren extensas porciones de la superficie de Marte. Los mayores volcanes de Marte se concentran en Tharsis y en Elysium. Los geólogos piensan que una de las razones por las que los volcanes de Marte son capaces adquirir tamaños tan grandes es porque carece de los condicionantes tectónicos que sí posee la Tierra. Así, la lava que fluye de un determinado punto caliente es capaz de acumularse en una ubicación concreta de la superficie durante muchos cientos de millones de años.
El 17 de octubre de 2012, el rover Curiosity realizó el primer análisis de difracción de rayos X del suelo marciano en el paraje denominado "Rocknest". Los resultados del analizador "CheMin" (Chemical and Mineralogical) a bordo del rover revelaron la presencia de varios minerales, como el feldespato, piroxenos y olivino, y sugirió que la composición del suelo marciano en esta zona es similar a la de los "suelos de basalto degradado" de los volcanes Hawaianos. En julio de 2015, el mismo rover identificó tridimita en una muestra de roca tomada en el Cráter Gale, llevando a los científicos a pensar que la actividad volcánica (formando rocas silicatadas) pudo haber jugado un papel mucho más importante en la historia geológica del planeta de lo que se pensaba hasta entonces.

## Sedimentología

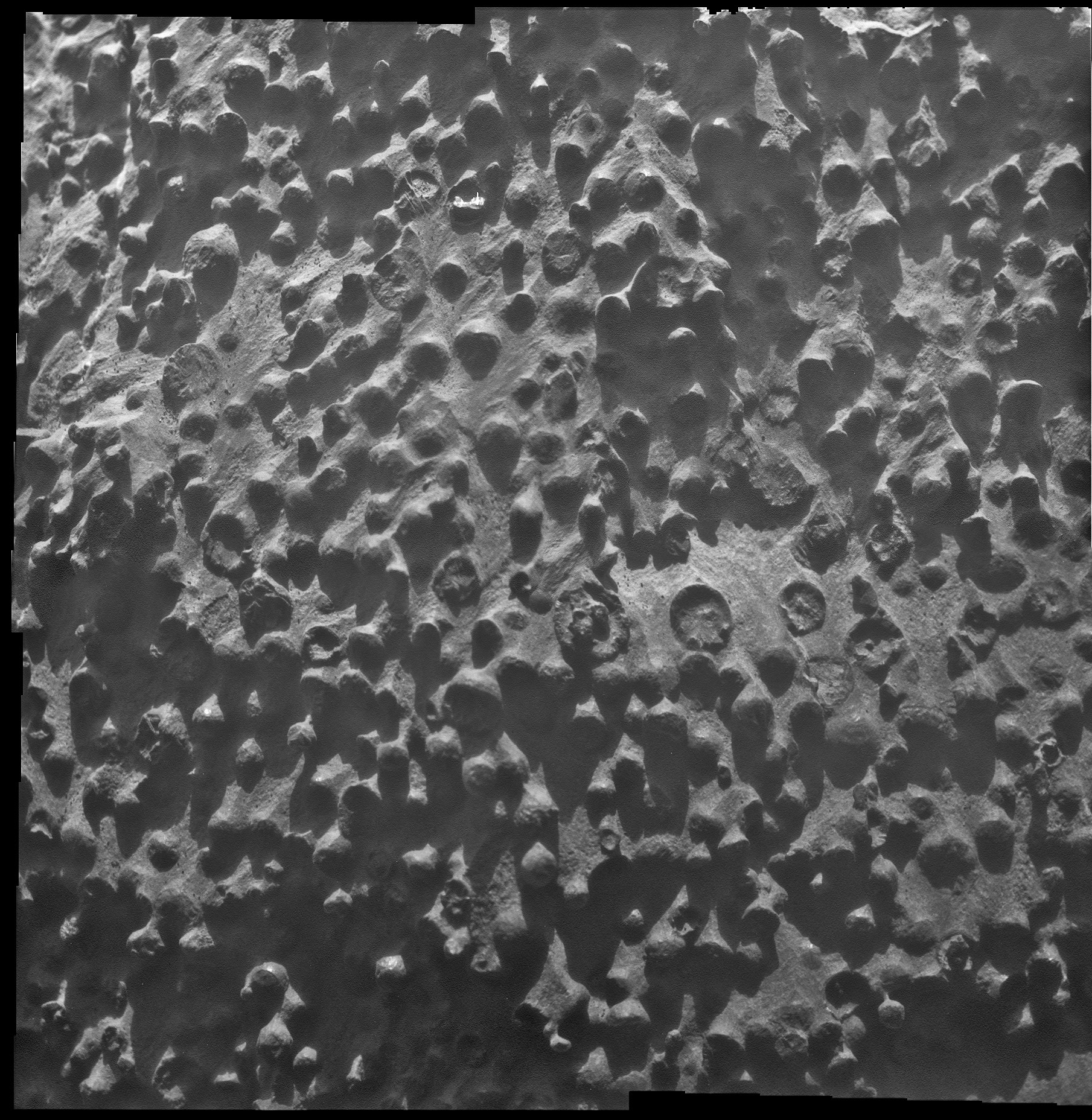
Colección de esferas, cada una de aproximadamente 3 mm de diámetro. Imagen del rover Oportunity.

El flujo de agua parece haber sido común en la superficie de Marte en varios etapas de su historia, y especialmente en las épocas más antiguas. Muchos de estos flujos tallaron la superficie del planeta, formando una red de valles y provocando procesos de sedimentación. Este sedimento se ha vuelto a depositar en una amplia variedad de ambientes húmedos, incluso en abanicos aluviales, cauces serpenteantes, deltas fluviales, lagos, y tal vez incluso océanos. Los procesos de deposición y de transporte están asociados con la gravedad, que en combinación con las diferencias de caudal y con las velocidades de flujo del agua, actúan sobre las distribuciones de tamaño de las partículas en suspensión, con lo que se fueron creando los distintos paisajes marcianos en función de las diferentes condiciones ambientales. Sin embargo, existen otras maneras de calcular la cantidad de agua en el antiguo Marte (véase: Agua en Marte). El agua subterránea ha sido implicada en la cementación de sedimentos eólicos y en la formación y el transporte de una amplia variedad de minerales sedimentarios incluyendo arcillas, sulfatos y hematita.
A partir de que la superficie se quedase seca, el viento ha sido uno de los principales agentes geomorfológicos. La arena impulsada por el viento forma cuerpos como ondas gigantescas y dunas, muy comunes en la superficie moderna de Marte. El rover Opportunity ha documentado la presencia de abundantes areniscas eólicas en su recorrido. Los ventifactos, como la roca Jake Matijevic, son otras muestras de la conformación eólica de la superficie marciana.
Una amplia variedad de otras facies sedimentarias también están presentes localmente en Marte, incluyendo depósitos glaciares, aguas termales, y deslizamientos de tierra, así como materiales criogénicos y periglaciares, entre muchos otros.

## Aguas subterráneas
Un grupo de investigadores propone que algunos de los estratos de Marte fueron causados por el agua subterránea al salir a la superficie en numerosos lugares, especialmente en el interior de los cráteres. De acuerdo con esta teoría, determinados minerales llegaron a la superficie disueltos en las aguas subterráneas, y posteriormente contribuyó a formar una serie de capas mediante la adición de minerales (especialmente sulfatos), con la cementación de los sedimentos alrededor de los cráteres. Esta hipótesis es apoyada por el descubrimiento de un modelo de aguas subterráneas sulfatadas en una amplia zona. En primer lugar, mediante el examen de los materiales de la superficie con el Rover Opportunity, los científicos descubrieron que las aguas subterráneas habían resurgido repetidamente habían depositado sulfatos en la superficie. Estudios posteriores con instrumentos a bordo del Mars Reconnaissance Orbiter mostraron que los mismos tipos de materiales existen en una amplia zona que incluye el sector denominado Arabia.

## Elementos geológicos interesantes

### Avalanchas
El 19 de febrero de 2008, las imágenes obtenidas por la cámara HiRISE a bordo del Mars Reconnaissance Orbiter mostraron una espectacular avalancha, en la que una acumulación de materiales (posiblemente formada por suelos de grano fino, hielo, polvo y grandes bloques de roca) se precipitó en una caída de más de 700 m de desnivel desde lo alto de un acantilado. La evidencia de la avalancha incluyó la posterior formación de nubes de polvo en aumento junto al acantilado. Tales eventos pueden ser la causa de los patrones geológicos "golpes de pendiente".

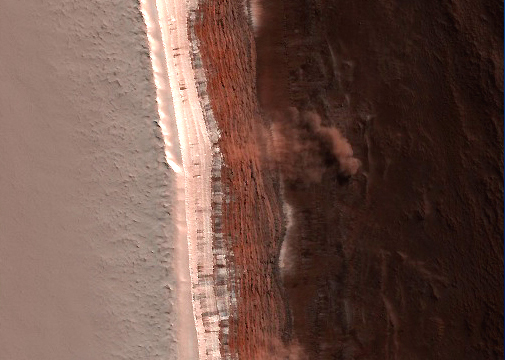
Imagen del 19 de febrero de 2008. Avalancha en Marte capturada por la sonda Mars Reconnaissance Orbiter.
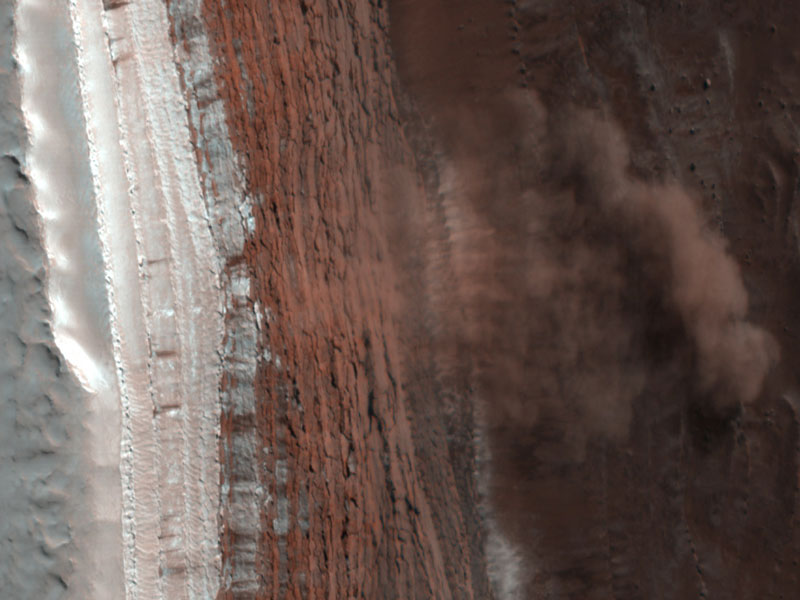
Detalle de la avalancha.
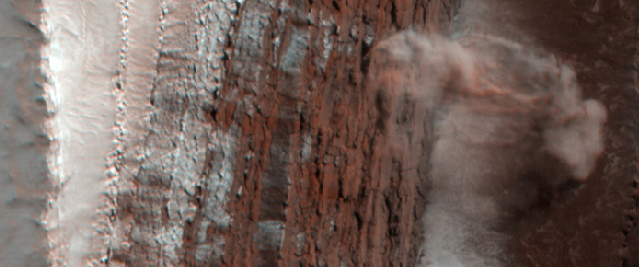
Nubes de polvo elevándose por encima de los 700 metros de profundidad del acantilado.
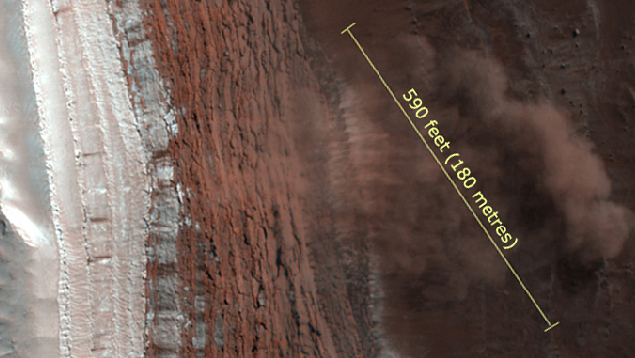
Una foto con la escala gráfica muestra el tamaño de la avalancha.

### Posibles cuevas
Los científicos de la NASA que estudian las imágenes de la Mars Odyssey han descubierto lo que podría ser una serie de siete cuevas situadas en las laderas del volcán Arsia Mons. La entrada de las fosas mide entre 100 y 252 m de anchura y se estima que pueden tener al menos entre 73 y 96 m de profundidad. De acuerdo con la imagen de abajo, los pozos han sido informalmente denominados (A) Dena, (B) Chloe, (C) Wendy, (D) Annie, (E) Abby (izquierda) y Nikki, y (F) Jeanne. Dado que la luz no llega al suelo de la mayoría de los pozos, es probable que se extienden a mucha mayor profundidad que lo que se ha supuesto en estas primeras estimaciones más conservadoras. Se pudo observar el suelo de Dena, y se encuentra a 130 m de profundidad. Posteriores investigaciones sugieren que estos orificios no son necesariamente tubos de lava, pudiendo ser "claraboyas" de oquedades mayores. La revisión de las imágenes ha provocado el descubrimiento de más pozos profundos.

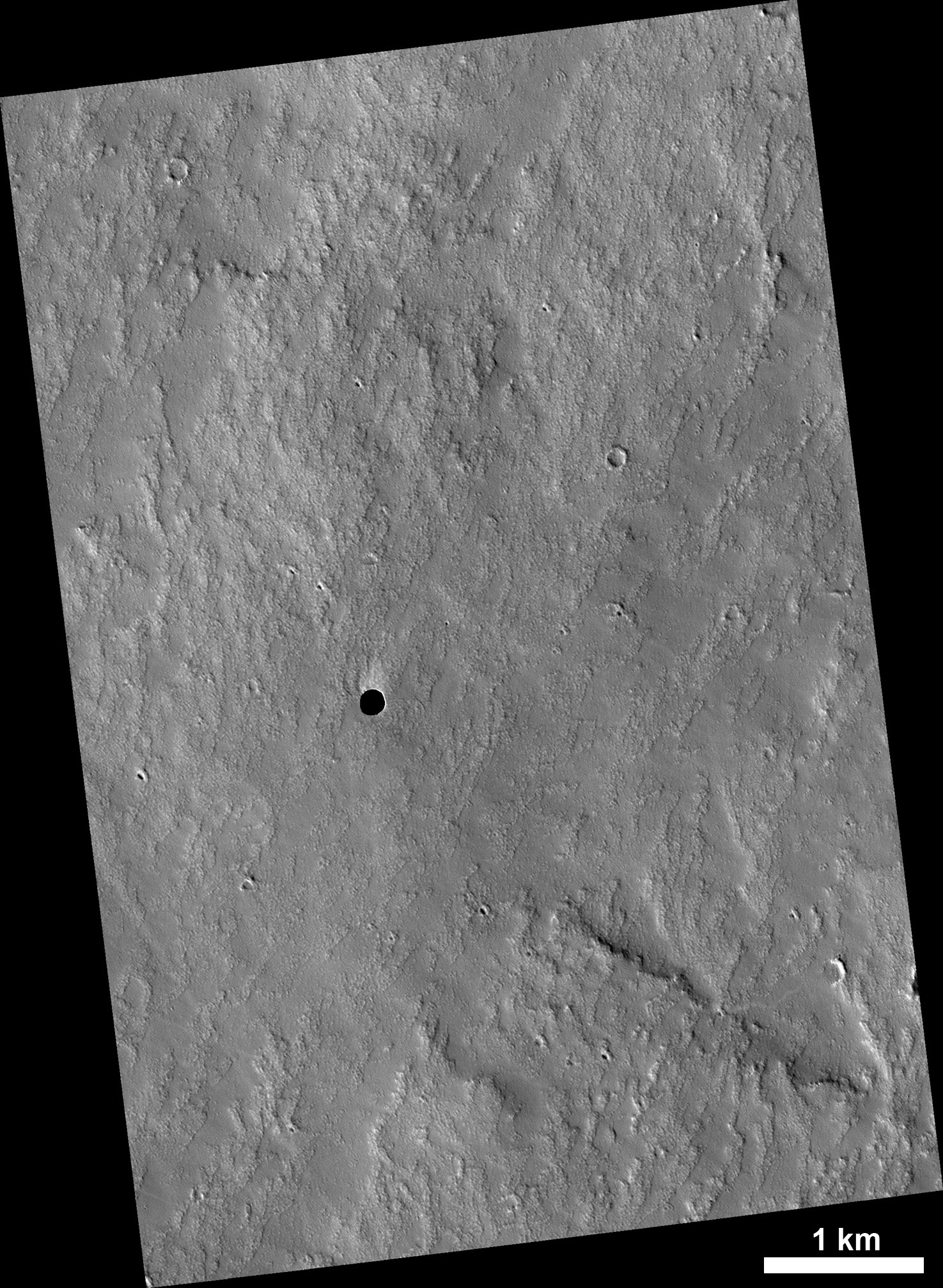
Cueva marciana ("Jeanne"). Imagen Mars Reconnaissance Orbiter.
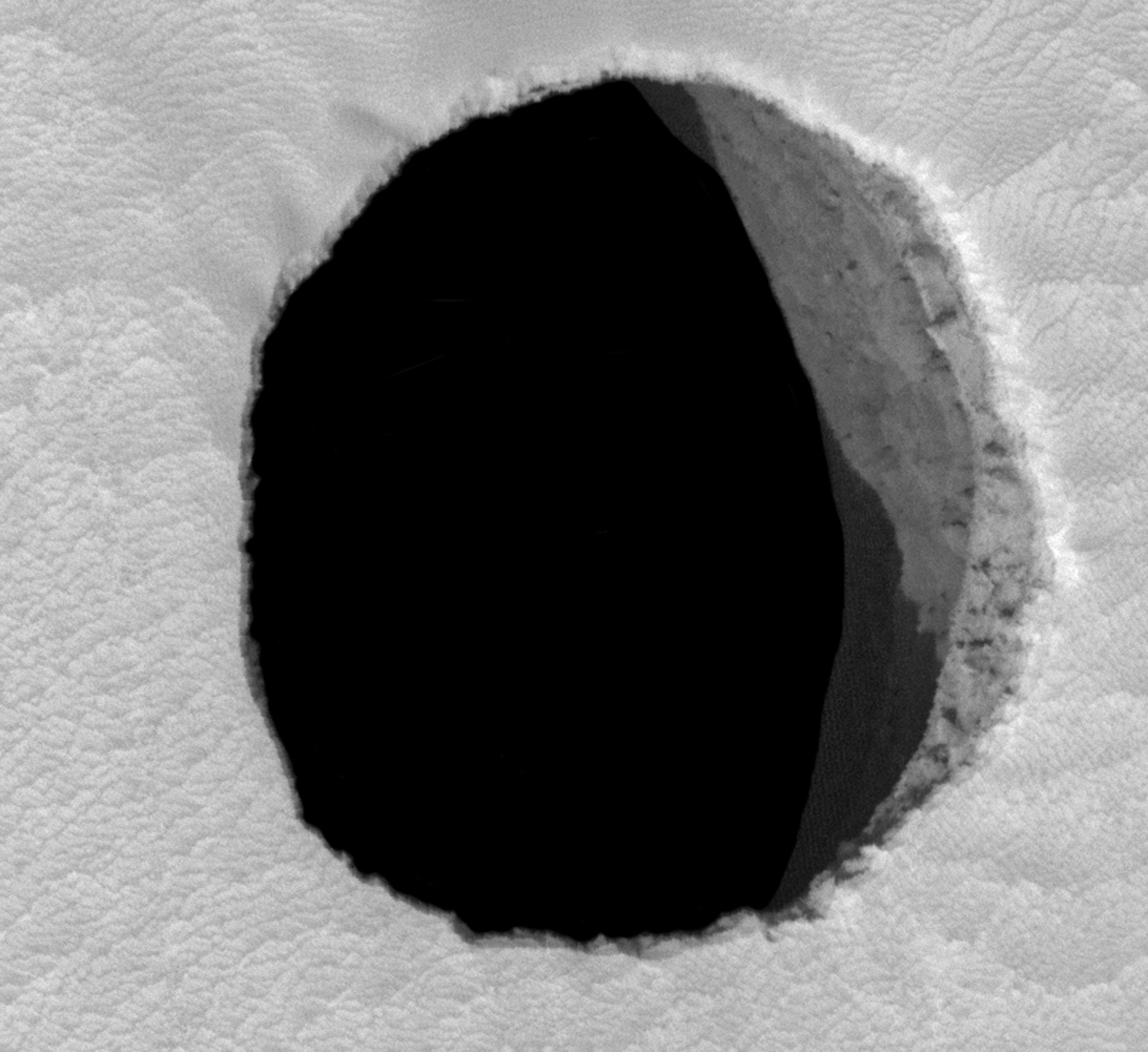
Primer plano HiRISE de Jeanne mostrando la iluminación de la pared este por la tarde.
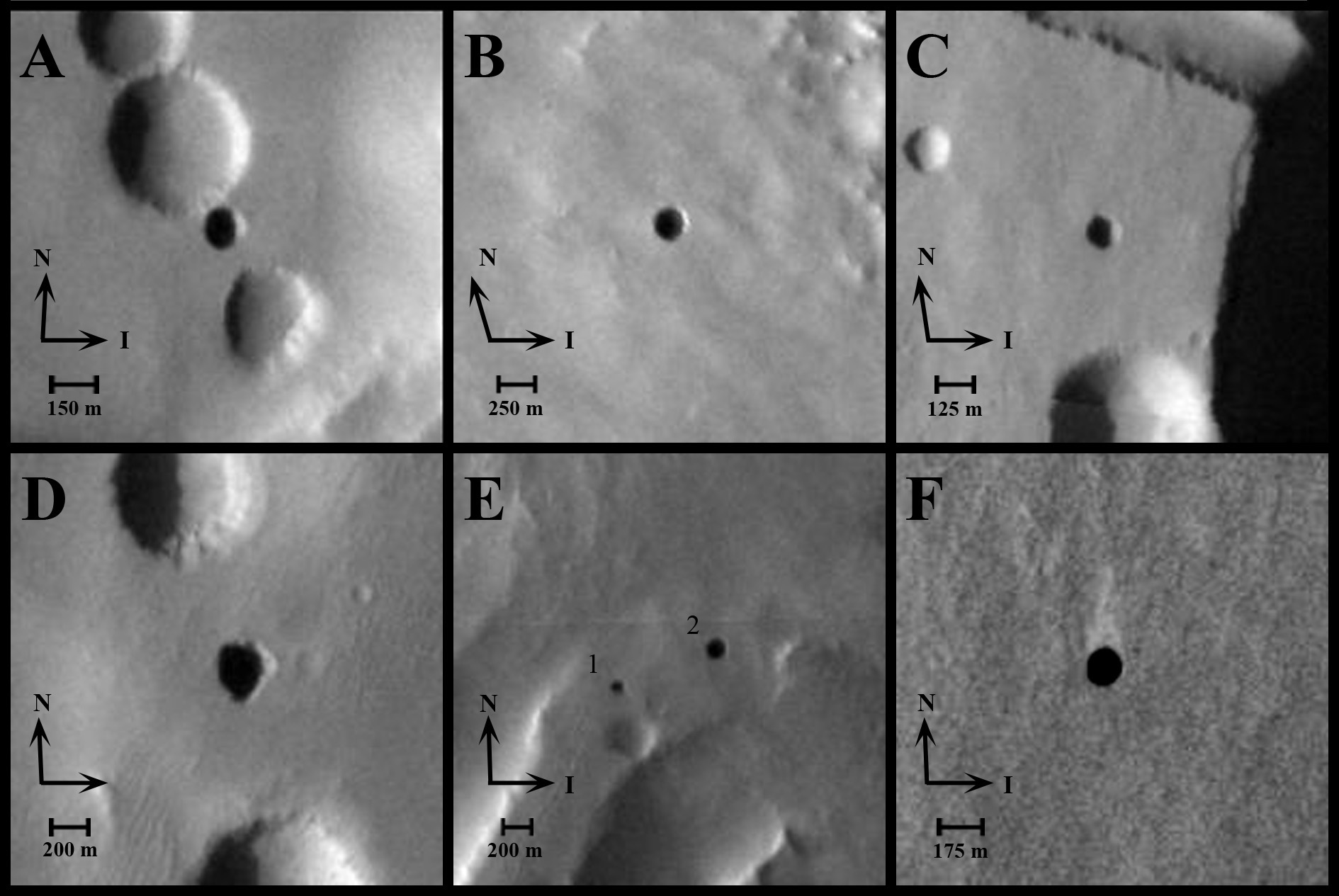
Imagen THEMIS de las entradas a las cuevas de Marte.

Se ha sugerido que los exploradores humanos en Marte podrían utilizar las cuevas formadas por tubos de lava como refugios. Las cuevas pueden ser las únicas estructuras naturales que ofrece protección contra los micrometeoritos, la radiación ultravioleta, las protuberancias solares, y las partículas de alta energía que bombardean la superficie del planeta.

### Relieve invertido
Algunas zonas de Marte muestran relieve invertido, donde los elementos que una vez fueron depresiones, como los cauces, están ahora por encima de la superficie. Se cree que los materiales como las rocas grandes se depositan en las zonas bajas. Posteriormente, la erosión del viento las saca de nuevo a la superficie, pero dejando detrás los materiales más resistentes de los depósitos. Otra manera de formarse un relieve invertido podría ser la lava que fluye por el lecho de un arroyo, o los materiales cementados por los minerales disueltos en el agua. En la Tierra, los materiales cementados por sílice son muy resistentes a todo tipo de fuerzas de erosión. Ejemplos de canales invertidos en la Tierra se encuentran en la Formación Cedar Mountain cerca de Green River, Utah. El relieve invertido, con forma de ríos y arroyos, es una prueba más del agua que fluyó sobre la superficie de Marte en el pasado, y sugiere que el clima era diferente (mucho más húmedo) cuando se formaron estos elementos invertidos.
En un artículo publicado en enero de 2010, un gran grupo de científicos lanzó la idea de la búsqueda de vida en el cráter Miyamoto debido a la existencia de canales invertidos y de minerales que indican la presencia de agua en el pasado.

A continuación se muestran imágenes de otros ejemplos de relieve invertido, procedentes de diversas partes de Marte.

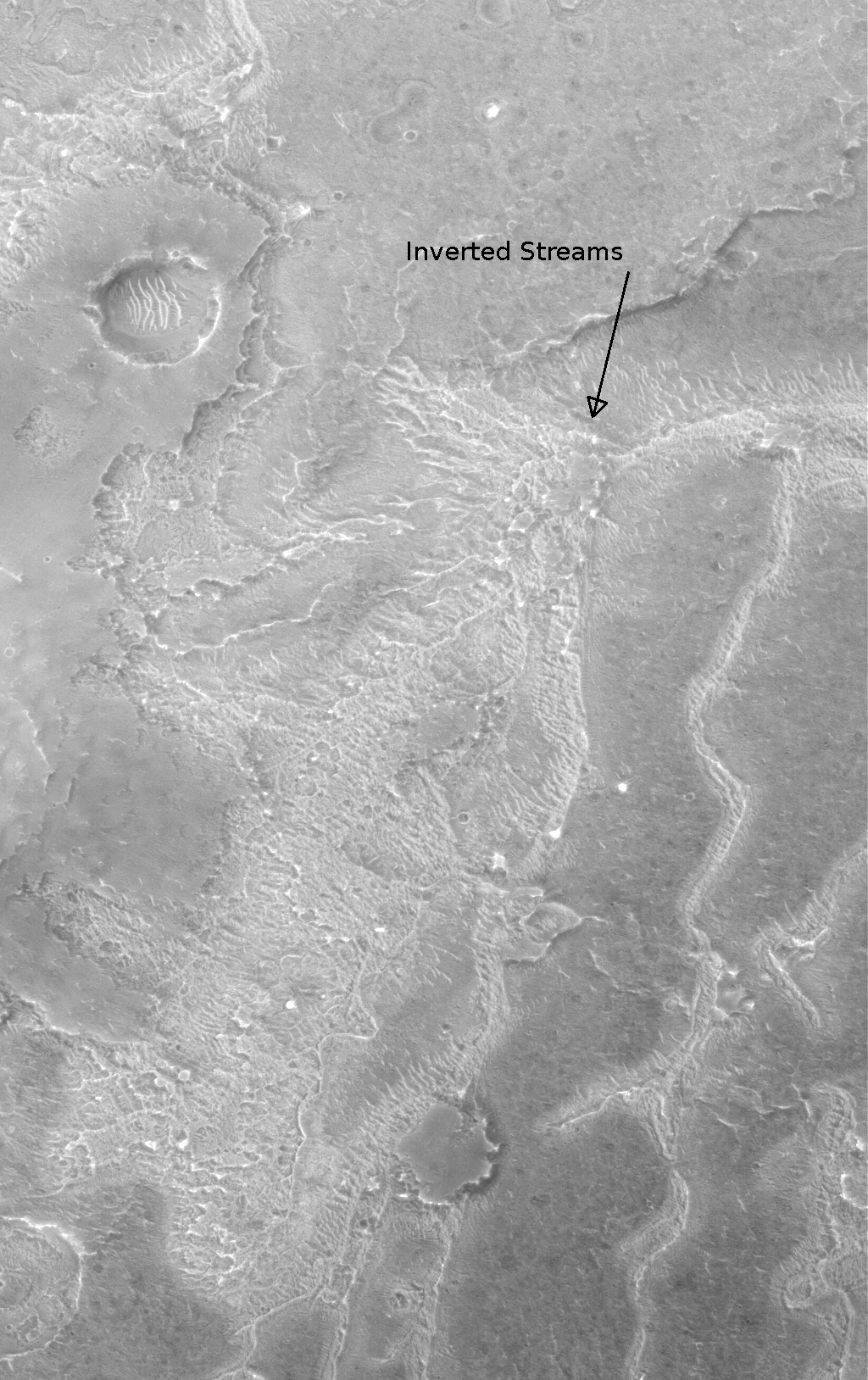
Arroyos invertidos cerca de Juventae Chasma (Imagen Mars Global Surveyor). Estos flujos comienzan en la parte superior de una colina y a continuación se unen.
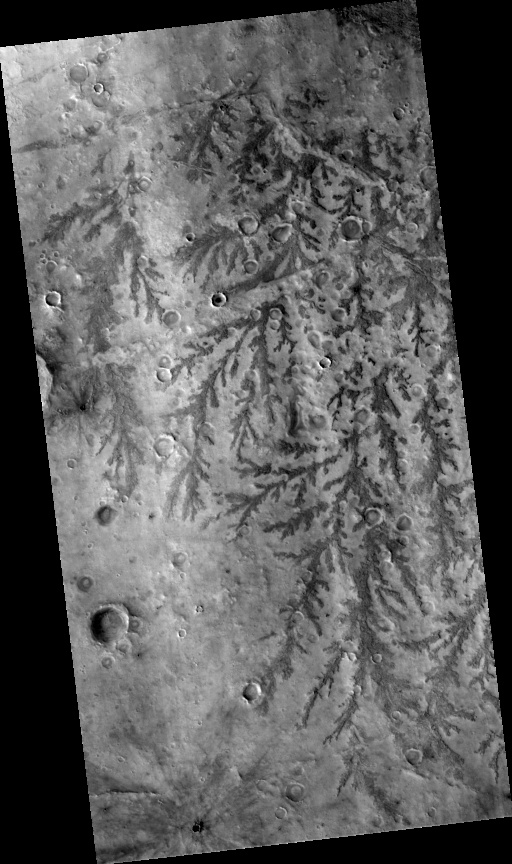
Canal invertido con numerosos ramales en el cuadrángulo Syrtis Major.
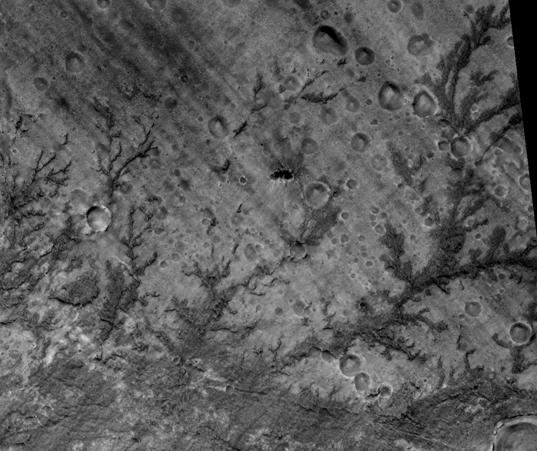
Canal invertido en el Cráter Miyamoto en el cuadrángulo Sinus Margaritifer (imagen HiRISE). La barra de escala es de 500 metros de longitud.

### Rocas notables
A continuación se incluye una tabla con algunas de las rocas localizadas por las misiones de reconocimiento en Marte, con características especiales que han propiciado que se les haya asignado un nombre identificativo:
| |                                 |                               |                      |                              |                                |                           |                          |
| Adirondack (Spirit)                                                                                        | Barnacle Bill (Mars Pathfinder) | Bathurst Inlet (Curiosity)    | Big Joe* (Viking)    | Block Island (Opportunity) M | Bounce (Opportunity)           | Coronation (Curiosity)    | El Capitan (Opportunity) |
| |                                 |                               |                      |                              |                                |                           |                          |
| Esperance* (Opportunity)                                                                                   | Goulburn (Curiosity)            | Heat Shield (Opportunity) M   | Home Plate (Spirit)  | Hottah (Curiosity)           | Jake Matijevic (Curiosity)     | Last Chance (Opportunity) | Link (Curiosity)         |
| |                                 |                               |                      |                              |                                |                           |                          |
| Mackinac Island (Opportunity) M                                                                            | Mimi* (Spirit)                  | Oileán Ruaidh (Opportunity) M | Pot of Gold (Spirit) | Rocknest 3 (Curiosity)       | Shelter Island (Opportunity) M | Tintina (Curiosity)       | Yogi (Mars Pathfinder)   |
| Notas: * = El artículo enlazado trata sobre la misión que encontró esta roca; M = Meteoritos de Marte - () |                                 |                               |                      |                              |                                |                           |                          |